# Plastic Hearts
Plastic Hearts è il settimo album in studio della cantante statunitense Miley Cyrus, pubblicato il 27 novembre 2020 dalla RCA Records.

## Antefatti
Due settimane prima della pubblicazione del sesto album Younger Now (2017), durante un'intervista per la BBC Miley Cyrus aveva dichiarato di aver cominciato le fasi di scrittura del nuovo disco. La produzione è effettivamente incominciata nel 2018, durante la quale la cantante ha lavorato con un ampio gruppo di produttori e musicisti, tra cui Dua Lipa, Alma, Mark Ronson, Max Martin, Mike Will Made It, The Neptunes, Andrew Wyatt, Billy Idol, Ryan Tedder, Andrew Watt e Ali Tamposi. Con Ronson la cantante ha prima preso parte al singolo Nothing Breaks like a Heart nel novembre 2018. In un secondo momento Miley ha ammesso che la collaborazione con Ronson sia stata utile a farle prendere le distanze dalla direzione musicale intrapresa con Younger Now, descritta come «inadatta» al suo stile musicale, in favore di un sound «più moderno e addomesticabile».
Nella primavera 2019, la Cyrus annuncia che il settimo album in studio si sarebbe intitolato She Is Miley Cyrus e che il nuovo progetto sarebbe stato costituito da tre EP di sei tracce ciascuno che ne avrebbero preceduto la pubblicazione entro la fine dell'anno: She Is Coming, She Is Here e She Is Everything. Di questi, solo She Is Coming è stato effettivamente pubblicato, nel mese di maggio 2019: la separazione con Liam Hemsworth nell'estate, l'intervento chirurgico alle corde vocali cui si è sottoposta nel mese di novembre e lo scoppio della pandemia di COVID-19 a inizio 2020 hanno costretto la cantante a ritardare le tempistiche di pubblicazione dell'album. Ad agosto 2020, la Cyrus conferma la cancellazione dei restanti due EP e del progetto iniziale.

## Promozione
Il singolo apripista dell'album, Midnight Sky, è stato pubblicato il 14 agosto 2020 accompagnato dal relativo videoclip musicale che la Cyrus ha diretto e interpretato. La cantante ha eseguito il brano dal vivo per la prima volta nell'ambito degli annuali MTV Video Music Awards. A settembre Miley si è esibita anche all'iHeartRadio Music Festival proponendo, oltre a Midnight Sky e alcuni successi del passato, anche una reinterpretazione di Heart of Glass dei Blondie. Vista la popolarità ottenuta da quest'ultima, la cantante ha deciso di pubblicarla sulle piattaforme di ascolto il 29 settembre successivo. Qualche settimana più tardi, ha aderito all'iniziativa Save Our Stage, esibendosi da Los Angeles sulle note del brano Zombie dei Cranberries; così come per Heart of Glass, anche questa cover è stata apprezzata a tal punto da essere pubblicata come brano digitale, reso disponibile dal 23 ottobre.
Sempre in data 23 ottobre vengono rivelati la copertina, il titolo e la data di pubblicazione del disco, oltre alla conferma dell'inclusione nell'edizione digitale del progetto delle cover di Heart of Glass e Zombie. Il 6 novembre successivo è stato pubblicato il remix di Midnight Sky, intitolato Edge of Midnight (Midnight Sky Remix) e incluso come tredicesima traccia dell'album. Il remix consiste in un mash up di Midnight Sky e del brano Edge of Seventeen di Stevie Nicks, che già Miley Cyrus aveva interpolato nella versione originale del brano. Il 20 novembre, una settimana prima della pubblicazione del disco, è stato pubblicato come secondo estratto il brano Prisoner, realizzato in collaborazione di Dua Lipa, insieme al rispettivo videoclip.
Cyrus ha discusso e analizzato l'album durante un'intervista concessa al conduttore Zane Lowe per i microfoni di Apple Music 1, che è stata resa disponibile il 23 novembre 2020 in concomitanza con il ventottesimo compleanno della cantante. Inoltre, ha offerto un ascolto in anteprima dell'album attraverso la popolare piattaforma TikTok il 26 novembre e ha preso virtualmente parte in qualità di artista ospite dell'evento in livestream Studio 2054 organizzato da Dua Lipa il 27 novembre. Il 1º dicembre è stata presente nel primo episodio all'interno di una serie di concerti digitali per conto di Amazon Music, proponendo dal vivo per la prima volta i brani Plastic Hearts e Prisoner, oltre a Midnight Sky e una reinterpretazione del classico natalizio Last Christmas degli Wham!. Il giorno successivo, ospite dell'Howard Stern Show, ha interpretato Prisoner, Edge of Midnight e una cover di Doll Parts delle Hole.
Il 7 febbraio 2021 Miley ha inaugurato la prima edizione del TikTok Tailgate, evento trasmesso in diretta dall'omonimo social network prima dell'annuale Super Bowl, esibendosi presso il Raymond James Stadium di Tampa al cospetto di 7 500 operatori sanitari statunitensi precedentemente vaccinati. Durante l'esibizione, della durata di novanta minuti, ha eseguito alcuni successi del passato e brani contenuti in Plastic Hearts ed è stata raggiunta su palco dai cantanti Billy Idol e Joan Jett. La cantante ha inserito alcune riprese del concerto nel videoclip della traccia Angels like You, presentato su YouTube il successivo 8 marzo.

## Accoglienza
| Recensione           | Giudizio |
| -------------------- | -------- |
| Clash                | 8/10     |
| Exclaim!             | 7/10     |
| musicOMH             | [ 42 ]   |
| NME                  | [ 43 ]   |
| Pitchfork            | 6.4/10   |
| Rolling Stone        | [ 45 ]   |
| The Daily Telegraph  | [ 46 ]   |
| The Guardian         | [ 47 ]   |
| The Independent      | [ 2 ]    |
| The Line of Best Fit | 8/10     |

Plastic Hearts è stato accolto da recensioni generalmente positive da parte della critica musicale, che ne ha elogiato la svolta artistica di Cyrus e la produzione coesa. Sull'aggregatore di recensioni Metacritic, l'album ha totalizzato un punteggio di 75 su 100 calcolato tramite 22 giudici professionali; si tratta dell'album con il punteggio più alto in assoluto ottenuto dalla cantante. L'autorevole testata Rolling Stone l'ha anche inserito al ventitreesimo posto degli album migliori del 2020, mentre la rivista People lo ha classificato al sesto posto della sua personale classifica.
Katie Tymochenko di Exclaim! ha descritto Plastic Hearts come «il biglietto d'ingresso di Cyrus nel mondo del rock», ma ha affermato che «sebbene la cantante abbia dimostrato di sapersi destreggiare tra diversi stili musicali durante il corso della sua carriera, Cyrus si rimane ancora legata alla sua formazione pop». El Hunt di NME ha confrontato Miley con il personaggio di Ashley O da lei interpretato nella serie Black Mirror e la sua transizione da teen pop star a rock star, e si è complimentata per le tendenze glam rock espresse nella traccia Prisoner e di musica industriale in Gimme What I Want. Elly Watson di DIY ne ha elogiato la nuova direzione musicale ammettendo che «nel complesso, la settima era musicale di Miley sembra essere quella che le si addice meglio». Bella Fleming, per conto di Line of Best Fit, ha anche elogiato la ritrovata indipendenza e passione della cantante, sostenendo che «con Plastic Hearts, arriva un album meraviglioso sulla vita di una donna ferocemente indipendente. Cyrus ha trovato l'equilibrio perfetto per spingersi oltre i propri confini musicali dimostrando di essere uno dei nomi più forti e coraggiosi nel costante vortice di celebrità».
Recensendo l'album per AllMusic, Heather Phares si è soffermata nell'etichettare l'album come «appassionato e consapevole di sé» e che sia «senza dubbio la più bella incarnazione della musica di Cyrus».

## Tracce
1. WTF Do I Know – 2:51 (Miley Cyrus, Ryan Tedder, Alexandra Tamposi, Andrew Wotman, Louis Bell)
2. Plastic Hearts – 3:25 (Miley Cyrus, OneRepublic, Alexandra Tamposi, Andrew Wotman, Louis Bell)
3. Angels like You – 3:16 (Miley Cyrus, Ryan Tedder, Alexandra Tamposi, Andrew Wotman, Louis Bell)
4. Prisoner (feat. Dua Lipa) – 2:49 (Miley Cyrus, Jonathan Bellion, Alexandra Tamposi, Andrew Wotman, Jordan K. Johnson, Stefan Johnson, Marcus Lomax, Dua Lipa)
5. Gimme What I Want – 2:31 (Miley Cyrus, Majid Al-Maskati, Alexandra Tamposi, Andrew Wotman, Louis Bell)
6. Night Crawling (feat. Billy Idol) – 3:09 (Miley Cyrus, Ryan Tedder, Michael Pollack, Alexandra Tamposi, Andrew Wotman, Nathan Perez, Billy Idol)
7. Midnight Sky – 3:43 (Miley Cyrus, Ilsey Juber, Johnathan Bellion, Alexandra Tamposi, Andrew Wotman, Louis Bell)
8. High – 3:16 (Miley Cyrus, Jennifer Decilveo, Caitlyn Smith)
9. Hate Me – 2:37 (Miley Cyrus, Alexandra Tamposi, Andrew Wotman, Louis Bell)
10. Bad Karma (feat. Joan Jett) – 3:08 (Miley Cyrus, Ilsey Juber)
11. Never Be Me – 3:35 (Miley Cyrus, Ilsey Juber, Mark Ronson)
12. Golden G String – 3:55 (Miley Cyrus, Andrew Wyatt)

Tracce bonus nell'edizione digitale
1. Edge of Midnight (Midnight Sky Remix) (feat. Stevie Nicks) – 3:40 (Miley Cyrus, Ali Tamposi, Andrew Watt, Ilsey Juber, Jonathan Bellion, Louis Bell, Stephanie Nicks)
2. Heart of Glass (Live from the iHeart Festival) – 3:33 (Chris Stein, Debbie Harry)
3. Zombie (Live from the NIVA Save Our Stage Festival) – 4:50 (Dolores O'Riordan)

Tracce bonus nell'edizione Apple Music
1. High (Backyard Sessions) – 3:18 (Miley Cyrus, Jennifer Decilveo, Caitlyn Smith)
2. Plastic Hearts (Backyard Sessions) – 3:22 (Miley Cyrus, OneRepublic, Alexandra Tamposi, Andrew Wotman, Louis Bell)
3. Golden G String (Backyard Sessions) – 3:53 (Miley Cyrus, Andrew Wyatt)
4. Angels like You (Backyard Sessions) – 3:17 (Miley Cyrus, Ryan Tedder, Alexandra Tamposi, Andrew Wotman, Louis Bell)

Tracce bonus nell'edizione giapponese
1. Who Owns My Heart (Live from the iHeart Festival) – 4:16 (Miley Cyrus, Antonina Armato, Tim James, Devrim Karaoglu)

## Classifiche

### Classifiche settimanali
| Classifica (2020-21) | Posizione massima |
| -------------------- | ----------------- |
| Argentina            | 8                 |
| Australia            | 3                 |
| Austria              | 8                 |
| Belgio (Fiandre)     | 7                 |
| Belgio (Vallonia)    | 9                 |
| Canada               | 1                 |
| Croazia              | 9                 |
| Danimarca            | 16                |
| Finlandia            | 7                 |
| Francia              | 42                |
| Germania             | 15                |
| Grecia               | 47                |
| Irlanda              | 3                 |
| Italia               | 9                 |
| Lituania             | 3                 |
| Norvegia             | 5                 |
| Nuova Zelanda        | 2                 |
| Paesi Bassi          | 9                 |
| Polonia              | 11                |
| Portogallo           | 9                 |
| Regno Unito          | 4                 |
| Repubblica Ceca      | 14                |
| Slovacchia           | 18                |
| Spagna               | 4                 |
| Stati Uniti          | 2                 |
| Svezia               | 12                |
| Svizzera             | 4                 |
| Ungheria             | 35                |

### Classifiche di fine anno
| Classifica (2020) | Posizione |
| ----------------- | --------- |
| Spagna            | 94        |
| Classifica (2021) | Posizione |
| Australia         | 61        |
| Belgio (Fiandre)  | 108       |
| Danimarca         | 77        |
| Nuova Zelanda     | 38        |
| Paesi Bassi       | 76        |
| Regno Unito       | 99        |
| Spagna            | 72        |
| Stati Uniti       | 104       |
| Svezia            | 71        |

## Date di pubblicazione
| Paese    | Data di pubblicazione | Formato                          | Etichetta | Note   |
| -------- | --------------------- | -------------------------------- | --------- | ------ |
| Mondo    | 27 novembre 2020      | CD, download digitale, streaming | RCA       | [ 54 ] |
| Giappone | 16 dicembre 2020      | CD                               | Sony      | [ 56 ] |
| Mondo    | 9 luglio 2021         | LP                               | RCA       | [ 80 ] |